# Jessica Hardy
Jessica Adele Hardy (12 de marzo de 1987) es una nadadora internacional estadounidense que se especializa en estilo braza y estilo libre. Actualmente posee el récord mundial en braza de 50 metros (curso corto), aunque antes del 2013 también poseía los récords de 100 metros y 50 metros que estos fueron batidos por la nadadora Rūta Meilutytė. Hardy ganó una medalla de bronce en estilo libre de 4 x 100 metros y una medalla de oro en los relevos de 4 x 100 metros en los Juegos Olímpicos de Londres 2012.

## Biografía
Hardy nació en Orange, California, en 1987, es hija de George Hardy y Denise Robinson. Su madre nadó a nivel universitario para Indiana State University y actualmente es trabajadora social. Su padre es un ingeniero químico. Se graduó en 2005 de la Wilson Classical High School de Long Beach y fue la nadadora colegial del año en 2004 y 2005 de la revista Swimming World.

### 2012
En los ensayos olímpicos de Estados Unidos de 2012 en Omaha, Nebraska, Hardy ganó el estilo libre de 50 metros con un tiempo de 24,50 segundos, y también ganó el estilo libre de 100 metros en 53,96 segundos, por lo que obtuvo la calificación para competir en ambos eventos, así como el estilo libre de 4 x 100 metros y los relevos 4 x 100 metros, en los Juegos Olímpicos de 2012. También compitió en el estilo braza de 100 metros, quedando en tercer puesto en la final olímpica detrás la recién llegada Breeja Larson y la veterana Rebecca Soni.